# George Siemens
George Siemens es un teórico en la enseñanza en la sociedad digital. Es el autor del artículo Conectivismo: Una teoría de la enseñanza para la era digital y del libro Conociendo el conocimiento, una exploración del impacto del contexto cambiante y de las características del conocimiento.
Fue director asociado del Learning Technologies Centre en la Universidad de Manitoba, y ha aceptado un  puesto en la Universidad de Athabasca.
En 2008, Siemens y Stephen Downes diseñaron e impartieron en línea un curso abierto sobre "open teaching". reportado como un "hito en el pequeño pero creciente impulso hacia 'la enseñanza abierta, ampliamente considerado como el primer curso de Conectivismo masivo, abierto y en línea (MOOC).